# Géosciences Paris-Saclay
Géosciences Paris-Saclay, également désigné par son acronyme GEOPS, est un laboratoire de recherche public français qui se consacre à l'étude du cycle de l'eau, de la dynamique des climats passés, des interactions entre la subsurface, l'atmosphère et le volcanisme et l'étude des sous-sols hétérogènes dans le cadre de leur exploitation (géothermie, stockage,...). Ce centre de recherche est une Unité Mixte de Recherche de l'Université Paris-Saclay et du CNRS.

## Organisation
Le GEOPS, créé en 2004, dépend principalement au sein du CNRS  de l’Institut national des sciences de l'univers (INSU), avec un rattachement secondaire à l’Institut écologie et environnement (INEE). A l’Université́, GEOPS est rattaché à la faculté de sciences d'Orsay. Il est membre de l'Institut Pierre Simon Laplace (IPSL), fédération de neuf laboratoires publics de recherche en sciences de l'environnement en Ile-de-France. Le laboratoire emploie environ 120 personnes dont une quarantaine d'enseignants chercheurs, une vingtaine d'ingénieurs et de techniciens, une quarantaine de doctorants et une dizaine de post-docs.  GEOPS est installé dans deux bâtiments du campus de la Faculté des Sciences d'Orsay sur le plateau de Saclay à Orsay (Essonne). 

## Domaines de recherche
La recherche au sein de GEOPS est organisée autour de cinq thématiques prises en charge par autant d'équipes de chercheurs : 
- Relief, Bassin et Ressources : étude de la déformation globale de la croûte continentale et son effet sur l’enregistrement des systèmes sédimentaires et des processus diagénétiques[4].
- Paléoclimats et Dynamique Sédimentaire (PDS) : positionnement des changements climatiques du Quaternaire à différentes échelles temporelles (décennales à orbitales), en étudiant les interactions existantes au sein des compartiments externes du système Terre (océan, atmosphère, surfaces continentales)[5].
- Géomorphologie et Géochronologie des surfaces planétaires et volcaniques (GGPV) : étude des processus planétaires récents et actuels, du volcanisme actif et passé, des processus d’instabilité gravitaire et datation et développements méthodologiques[6].
- Altérations (ALTS) : étude de la réponse des processus d’altération aux forçages naturels (e.g., climat, tectonique) et quantifier l’impact des activités anthropiques (par exemple activités minières, urbanisation, agriculture)[7].
- HydroGéologie, HydroGéochimie, HydroGéophysique (HYDRO3G) : étude de la partie continentale du cycle de l’eau (continuum sols - eaux de surface - eaux souterraines)[8].

GEOPS dispose avec la plate-forme PANOPLY d'un ensemble d'instruments permettant des analyses géochimiques, minéralogiques ainsi que des mesures géophysiques et de modélisation analogique.